# Miriam Magall
Miriam Magall, Geburtsname Keren Kowalski (geboren 7. Dezember 1942 in Treuburg; gestorben 17. August 2017  in Berlin), war eine deutsch-israelische Dolmetscherin, Übersetzerin und Schriftstellerin, die in deutscher Sprache schrieb und den größeren Teil ihres Lebens in Deutschland verbrachte. Die Themen von ihr verfasster Bücher reichten von jüdischer Religion über jüdische Küche bis hin zu Kunst und Geschichte des Judentums.

## Leben
Magall wuchs bei Goslar als „verstecktes Kind“ auf und verbrachte die ersten drei Lebensjahre wegen der nationalsozialistischen Judenverfolgung in einem Keller. Ihre leibliche Mutter, Zelda Kowalski, geborene Nussboim, war kurz nach ihrer Geburt gestorben, und ihr Vater, der Arzt Gabriel Kowalski, wurde einige Tage nach Magalls Geburt von den Nazis ermordet. Aufgewachsen ist Magall bei dem früheren Dienstmädchen ihrer Eltern, das sich als ihre Mutter ausgab. Erst als sie 18 Jahre alt war, gab es zu, dass Magall nicht ihre leibliche Tochter war. Vom Judentum hatte Magall zu diesem Zeitpunkt kaum einen Begriff. Sie entdeckte es erst als Erwachsene und bezeichnete sich als „modern-orthodox“.
Magall studierte Übersetzen und Dolmetschen an Hochschulen in Heidelberg,  Saarbrücken und Tel Aviv. Anschließend arbeitete sie als Konferenzdolmetscherin in Israel, bei der Europäischen Union und anderen Institutionen sowie als Übersetzerin (vom Englischen, Französischen, Hebräischen, Jiddischen und Spanischen ins Deutsche und Englische).
Sie lebte bis 1988 in Tel-Aviv, danach in Heidelberg und München und seit 2010 in Berlin. Bis 2001 war sie Vorstandsmitglied der Jüdischen Kultusgemeinde Heidelberg.
Von 1994 bis 2002 studierte Magall an der Hochschule für Jüdische Studien Heidelberg sowie an der Universität Heidelberg  (Germanistik, Kunstgeschichte), mit Dissertation im Jahr 2002.
Als sich in ihren letzten Berufsjahren ihr Gehör verschlechterte, gab sie das Konferenzdolmetschen auf und trat mit eigenen Publikationen an die Öffentlichkeit.

## Werke (Auswahl)
- Kleine Geschichte der jüdischen Kunst, Köln 1984 (Neuauflage Wiesbaden 2005) ISBN 3-86539-019-6
- Archäologie und Bibel. Wissenschaftliche Wege zur Welt des Alten Testaments, Köln 1985 ISBN 3-7701-1644-5
- Ein Rundgang durch das jüdische Heidelberg mit Miriam Magall, Heidelberg 2006 ISBN 3-8253-5173-4
- Rachel Kochawi  (Pseudonym): Die Blut-Braut. Eine politische Liebesgeschichte, Lich/Hessen 2008 (Roman)    ISBN 978-3-936049-89-3[4]
- Warum Adam keinen Apfel bekam. Grundfragen des Judentums, Stuttgart 2008 ISBN 978-3-7668-4037-0
- Wie gut sind deine Zelte, Jakob! Spaziergänge im jüdischen München, München 2008 ISBN 978-3-937090-29-0
- Rachel Kochawi (Pseudonym): Nakajima, Lich/Hessen, 2009 (Erzählung)  ISBN 978-3-86841-007-5
- Rachel Kochawi (Pseudonym): Das Brot der Armut. Die Geschichte eines versteckten jüdischen Kindes, Lich/Hessen, 2010 ISBN 978-3-86841-034-1
- Erst mit 18 erfuhr ich von meinem zweiten versteckten Leben. In: Tina Hüttl; Alexander Meschnig (Hrsg.): Uns kriegt ihr nicht : als Kinder versteckt – jüdische Überlebende erzählen. München: Piper, 2013 ISBN 978-3-492-05521-5, S. 140–156. Kurzbiografie auf Seite 156.
- Jerusalem. Heilige Stätten der Juden, Paderborn 2010, 2. Auflage 2012 ISBN 978-3-8467-5039-1
- Internationale Jüdische Festmahlzeiten – Essen wie im Paradies: Bd. 1 – Pessach, Berlin 2012 ISBN 978-3-941021-16-7
- Internationale Jüdische Festmahlzeiten – Essen wie im Paradies Bd. 2 – Die Hohen Feiertage, Berlin 2015 ISBN 978-3-941021-22-8
- Internationale Jüdische Festmahlzeiten – Essen wie im Paradies Bd. 3 – Schabbath und mehr, Berlin 2015 ISBN 978-3-941021-27-3
- Auf dem Obasute-Yama. Oder: Verwirf’ mich nicht in meinem Alter! Lich/Hessen 2014 (Roman) ISBN 978-3-86841-097-6
- Noch einmal: Gegen Apion. Der neue kulturelle Antisemitismus aus der Mitte der Gesellschaft, Hessen/Lich 2015  ISBN 978-3-86841-110-2
- kosher & kosher style. Einkaufen / Essen / Catering in Berlin, Peine 2015  ISBN 978-3-7752-1791-0 (deutsche Ausgabe), ISBN 978-3-7752-1790-3 (englische Ausgabe)